# ملاقات با مطبوعات
ملاقات با مطبوعات (به انگلیسی: Meet the Press) یک مجموعه تلویزیونی و برنامه خبری در ایالات متحده آمریکا است که در شاخه واشینگتن ان‌بی‌سی نیوز ضبط می‌گردد. ملاقات با مطبوعات پرسابقه‌ترین برنامه تاریخ تلویزیون محسوب می‌گردد که در حال پخش است. مجری کنونی این برنامه چاک تاد است، که از سال ۲۰۱۴ هدایت آن را برعهده دارد. اولین قسمت از ملاقات با مطبوعات در ۶ نوامبر ۱۹۴۷ پخش شد و تاکنون بیش از ۷۰ فصل از آن پخش شده‌است. از جمله مسائل مورد بحث در این برنامه می‌توان به سیاست، سیاست‌گذاری عمومی، اقتصاد و سیاست خارجی اشاره کرد.